# Ratatouille (film)
Ratatouille je celovečerní animovaný film společnosti Pixar distribuovaný společností Walt Disney Pictures. Premiéru měl 29. června 2007 v USA. Jeho režisérem byl zpočátku Jan Pinkava, od něj rozpracovaný film převzal Brad Bird, který jej částečně přepracoval a dokončil.
Ratatouille je též francouzský pokrm – dušená zelenina s bylinkami známá také pod názvem „římský hrnec“.

## Příběh
Film se odehrává v Paříži. Hlavní hrdina, krysák Remy, nechce žít na skládce jako jeho předkové. Je labužníkem a touží stát se kuchařem vyhlášené restaurace.
Jeho touha po dobrém jídle ho dovede až do Paříže, přímo před vyhlášenou restauraci Gusteau's. Využije příležitosti a nahlédne oknem, načež spadne dolů, přímo do kuchyně. Poté, co je při úpravě právě vařeného jídla přistižen nejprve uklízečem Linguinim a posléze šéfkuchařem Šprclíkem, mu začíná boj o přežití. Linguini dostane za úkol Remyho zabít. Mezitím se však vařený pokrm dostane až na talíře návštěvníků restaurace, kterým neobyčejně zachutná, a Šprclík nařídí Linguinimu polévku uvařit znovu, tentokráte pod bedlivým dozorem většiny kuchařů. Linguini si uvědomí, že je ztracen. Po chvilce ale dostává plán – naučit Remyho ovládat potahováním za vlasy jeho tělo tak, aby byl schopen vařit. Linguiniho sláva roste a den návštěvy gurmánského kritika Antona Ega, který má rozhodnout o budoucnosti restaurace, se nezadržitelně blíží...